# Черняєв Петро Аркадійович
Петро Аркадійович Черняєв (рос. Пётр Аркадьевич Черняев; 2 вересня 1953, Москва, Росія — 3 січня 2024) — російський кінокритик, актор, режисер, сценарист, продюсер, телеведучий, журналіст і педагог.

## Біографія
Народився 2 вересня 1953. З 1973 по 1976 був актором театру-студії «На долоні». У 1978 закінчив сценарно-кінознавчий факультет ВДІК (майстерня професора Комарова С. В.).
Працював у фільмі видання видавництва «Арт», редакції журналу «Радянський екран». Пізніше став головним редактором молодіжного редакційного офісу «Радянський екран».
Обіймав посаду головного редактора газет «Скіф» та «Царисинскіе вести». У 1991—1998 був головним редактором журналу «Кіно-око» (разом з С. Є. Тірдатовою).
З 2000 — заступник головного редактора газети «SK-Новости». Опубліковано в журналах «Радянський екран», «Думки», «Ogoek», газети «правда», «Известия», «Російські Новини», «Століття». З 2002 знімається в кіно.